# Rehavam Zeevi
Rehavam Zeevi, en hébreu : רחבעם זאבי, né à Jérusalem le 20 juin 1926 et mort dans la même ville le 17 octobre 2001, assassiné par un groupe palestinien, est un général, historien et un homme politique de l’extrême droite israélienne qui a fondé le parti Moledet (Patrie).

## Jeunesse
Rehavam Zeevi est né dans le quartier Yemin Moshe de Jérusalem d'une famille à la fois juive traditionnelle et socialiste. Son père, Shlomo, est originaire de Pologne et appartient à une famille de la dynastie hassidique de Gour. Sa mère est née dans le quartier Nahalat Shiva de Jérusalem. Ses parents étaient tous les deux membres du Bataillon du Travail. La famille de Zeevi fait la connaissance de Pessah Bar Adon lors de la Grande Révolte arabe de 1936-1939. Il a rejoint le Palmah en 1942, et a servi dans les Forces de défense israéliennes après la création de l'État d'Israël.
Au cours de sa jeunesse, Zeevi est allé à l'école à Givat HaShlosha. Une nuit, il se rasa la tête, s'enveloppe d'une serviette autour de sa taille et entra dans la salle à manger. La tête rasée et une serviette autour de sa taille le faisant ressembler à Mohandas Gandhi, il a gardé le surnom de Gandhi le reste de sa vie, parfois ironiquement. Le surnom lui était également attribué à cause d'une longue robe arabe qu'il portait pendant ses jours dans Palmach.  Zeevi a eu cinq enfants, Palmach, Sayar, Masada, Tze'ela et Arava. Palmach était également un membre de Moledet et en concurrence avec Binyamin Elon pour la direction du parti.

## Carrière militaire
En 1948, Rehavam Zeevi était un commandant de peloton dans l'armée israélienne. Il sera plus tard accusé de viol par deux femmes ayant servi sous ses ordres.
Entre 1964 et 1968, il a servi en tant que chef du Département du personnel de l'état-major israélien. À la fin des années 1960, Zeevi formait Sayeret Kharuv, un bataillon anti-terroriste d'élite, au moment où le chef d'état-major de Tsahal Haim Bar-Lev donnait la priorité, pour les moyens humains et budgétaires, aux unités de chars blindés, ce qui entraînait plusieurs compressions de personnel dans les forces d'infanterie. Au cours des cinq années qui ont suivi, il a servi en tant que commandant du district militaire central (hébreu : אלוף פיקוד המרכז). Il a pris sa retraite en septembre 1973 mais a rejoint l'armée lors de la guerre du Kippour quand celle-ci a éclaté le 6 octobre 1973. Il était un ami proche du chef d'état-major de Tsahal David Elazar, ce qui fait qu'il a été nommé adjoint spécial du chef d'état-major. Il a pris sa retraite avec le grade de major-général (אלוף) en 1974.
En 2016, l'émission d'investigation Uvda (« Fait ») de la deuxième chaîne israélienne affirme qu'il a organisé en 1974, avec l’aide du chef mafieux Tuvia Oshri (he), un attentat à la bombe contre Sylvie Keshet, journaliste au quotidien Yediot Aharonot, qui l'avait critiqué dans ses articles,,.
En 2004, il est révélé que Zeevi avait été choisi pour être responsable de la construction des forces armées de Singapour au moment où il était chef adjoint de la Direction générale des opérations de l'armée israélienne.  Après une visite secrète en 1965, il nomma le colonel Yaakov « Jack » Elazari à la tête de la délégation militaire secrète composée du lieutenant-colonel Yehuda Golan et d'autres officiers pour former et entraîner les Forces armées de Singapour. Ils ont été surnommés les « Mexicains » pendant leur séjour à Singapour.

## Carrière politique
En 1974, Ze'evi devint conseiller du Premier ministre Yitzhak Rabin pour la lutte contre le terrorisme.  L'année suivante, il devint le conseiller du Premier ministre sur les questions de renseignement. Ze'evi a démissionné de ce poste en 1977 quand Menachem Begin du Likoud devint Premier ministre. En 1988, Ze'evi créa le Moledet (Patrie), un parti de droite nationaliste prônant le transfert de la population des Arabes de la Cisjordanie et de la bande de Gaza vers les pays arabes voisins. 
Après la Conférence de Madrid de 1991, Ze'evi se retira du gouvernement  de Yitzhak Shamir, il resta dans l'opposition pendant une décennie. Il était fortement en désaccord avec les gouvernements travaillistes de 1992-1996 (dirigé par Yitzhak Rabin et Shimon Peres) et 1999-2001 (Ehud Barak). Il avait un regard plus favorable  sur le gouvernement Netanyahu de 1996-1999 qu'il a soutenu de l'extérieur.
En 1999, Moledet forma une alliance, l'Union nationale, avec Hérout (dissidence du Likoud) et Tkuma (dissidence du Parti national religieux). Après l'élection d'Ariel Sharon en février 2001, Ze'evi rejoignit  la coalition et fut nommé ministre du Tourisme . Deux jours avant son assassinat, il avait présenté sa démission de son poste de ministre du Tourisme.

## Musée Eretz Israël
En 1981, Zeevi est nommé directeur de ce qui était alors le musée d'Israël à Tel Aviv et qui devient musée Eretz Israël. En 1987, il a coédité une série de livres décrivant les différents aspects de la Terre d'Israël, sur la base des artefacts du musée. Zeevi était célèbre pour avoir l'une des plus grandes collections de livres sur Israël et son histoire.

## Assassinat
Zeevi est abattu à l'hôtel Hyatt de Jérusalem, sur le mont Scopus, le 17 octobre 2001 par quatre combattants armés palestiniens. Il est emmené au service d'urgences de l'hôpital Hadassah, où il est mort avant 10 heures ; il est enterré dans le cimetière militaire du Mont Herzl à Jérusalem. Le Front populaire de libération de la Palestine a revendiqué cet assassinat. Le commanditaire de ce meurtre est Ahmad Saadat. Des milliers de personnes ont participé à ses funérailles. Les quatre tueurs armés, Hamdi Quran, Bâle al-Asmar, Majdi Rahima Rimawi et Ahad Olma, ont fui vers le territoire géré par l'Autorité nationale palestinienne. Israël a mis le bureau de Yasser Arafat en état de siège à Ramallah pour le forcer à lui remettre les suspects. En avril 2002, les États-Unis négocient un plan où les suspects doivent être emprisonnés à Jéricho. Les quatre tueurs ont été arrêtés en même temps que le chef du Front populaire de libération de la Palestine (FPLP) et commanditaire de l'assassinat, Ahmad Saadat.  Ils ont été emprisonnés dans une prison de Jéricho gardés par les forces américaines et britanniques. Le 14 mars 2006, les gardes américains et britanniques ont quitté la prison car l'Autorité palestinienne ne respectait pas l'accord conclu avec Israël.  Israël a alors lancé une opération dans laquelle l'armée israélienne a attaqué la prison de Jéricho et a saisi les cinq personnes recherchées,.
En décembre 2007, Hamdi Quran a avoué devant un tribunal israélien avoir assassiné Zeevi ainsi Basel al-Asmar après avoir reçu les instructions de Majdi Rahima Rimawi.  Il a été condamné à l'emprisonnement à vie.
En août 2007, Basel al-Asmar a été reconnu coupable d'assassinat par un tribunal israélien. En mai 2008, il a été condamné à 45 ans de prison.
En juillet 2008, Majdi Rahima Rimawi a été reconnu coupable d'assassinat par un tribunal israélien pour son rôle dans la planification de l'assassinat. Selon le verdict, Rehima a été celui qui a fourni au commando, une photo de Zeevi, les détails de l'hôtel dans lequel il résiderait et des informations sur l'emplacement de l'hôtel.  Il a été condamné à la prison à vie.
En décembre 2008, Ahad Olma, chef de l'aile militaire du FPLP au moment de l'assassinat, a été condamné à 30 ans de prison pour son rôle dans l'incitation et la planification de l'assassinat. 
En décembre 2008, un tribunal militaire israélien a condamné Ahmad Saadat, chef du Front palestinien pour la libération de la Palestine (FPLP), à 30 ans de prison pour être à la tête d'une « organisation terroriste illégale » et pour sa responsabilité dans toutes les actions menées par son organisation.

## Mémoire et controverses
Bien que Zeevi soit connu en Israël pour son souci des soldats capturés ou disparus, portant une plaque d'identité militaire avec leurs noms autour de son cou, et que son mythe soit défendu par la droite dure, il reste pour certains de ses détracteurs un criminel de guerre qui n'a jamais été jugé pour ses actes. Plusieurs personnalités de gauche le critiquent durement, à l'image d'Ofer Aderet, du journal Haaretz :  

« Le legs de ‘Gandhi’ à la nation se limite au ‘transfert’, au crime organisé et à la prédation sexuelle. En dix ans, ce sont des millions d’euros qui ont été investis par l’État dans la commémoration d’un criminel récidiviste, sans oublier les dons d’une fondation privée proche de Benyamin Netanyahou. »